# Короленківка
Короле́нківка —  село в Україні, у Карлівській міській громаді Полтавського району Полтавської області. Населення становить 232 осіб. До 2020 орган місцевого самоврядування — Максимівська сільська рада.

## Географія
Село Короленківка знаходиться на одному з витоків річки Сухий Тагамлик. На відстані 1 км розташоване селище Михайлівське. Річка в цьому місці пересихає, на ній зроблено кілька загат. Поруч проходить автомобільна дорога Т 1722.

## Історія
З 1917 - у складі УНР.
З 1921 - комуністичний режим. 1929 почали тиск на незалежних господарників, примушуючи погодитися на нову форму кріпацтва - колгосп. 1932 більшовики контролювали все їстівне у селі, вдалися до організації голодомору.
Весною 2008 апарат Полтавської обласної державної адміністрації організував плановий пошук місць масових поховань жертв Голодомору в селі Короленківка, а також їх упорядкування.
12 червня 2020 року, відповідно до розпорядження Кабінету Міністрів України № 721-р «Про визначення адміністративних центрів та затвердження територій територіальних громад Полтавської області», село увійшло до складу Карлівської міської громади.
19 липня 2020 року, в результаті адміністративно - територіальної реформи та ліквідації Карлівського району, село увійшло до складу новоутвореного Полтавського району Полтавської області.

## Сучасний стан
Демографічна криза, викликана тривалою радянською окупацією. У селі працює молочно-товарна ферма.